# Triumfetta reticulata
Triumfetta reticulata är en malvaväxtart som beskrevs av Hiram Wild. Triumfetta reticulata ingår i släktet triumfettor, och familjen malvaväxter. Inga underarter finns listade i Catalogue of Life.